# 1918—1919年俄國西征
俄國於1918年–1919年的攻勢是俄羅斯蘇維埃聯邦社會主義共和國對德國在第一次世界大戰戰敗後所放棄的東方領土發起的進攻。

## 背景
德俄雙方在簽訂布列斯特-立陶夫斯克條約後，俄國喪失了許多自從18、19世紀以來就一直控制的土地。包含波蘭、白俄羅斯、烏克蘭以及波羅的海三小國，這些土地隨即落入德意志帝國的控制中。德國讓部份這些國家成為有限度獨立的緩衝國，分別為波蘭攝政王國、立陶宛王國、烏克蘭國、庫爾蘭和瑟米加利亞公國和白俄羅斯人民共和國。然而隨著德國在西線戰場的戰敗，以及奧匈帝國的解體，讓這個企圖重建中歐秩序的計畫流產。
1918年11月11日，德國投降並簽訂康邊停戰協定，德軍開始向西撤回德國並放棄先前佔領的土地。於是在那些被放棄的土地就成為當地由德國扶植的政府、波蘭、布爾什維克俄國、白俄羅斯、愛沙尼亞、立陶宛、烏克蘭，甚至是哥薩克組織所爭奪的戰場。
俄國人計畫實施一套新戰略：「向國外輸出革命」；布爾什維克黨人托洛斯基準備以新成立的蘇聯紅軍，對正在歐洲各地展開的革命提供支援：「紅軍應由基輔向奧匈帝國進軍、並應由普斯科夫、維爾紐斯向德國進軍；紅軍應該向所有前線展開進攻，不管是在西線、南線、還是任何一條革命戰線！」。這個構想於1918年發展起來，不過俄國官方要到1920年才公開承認。

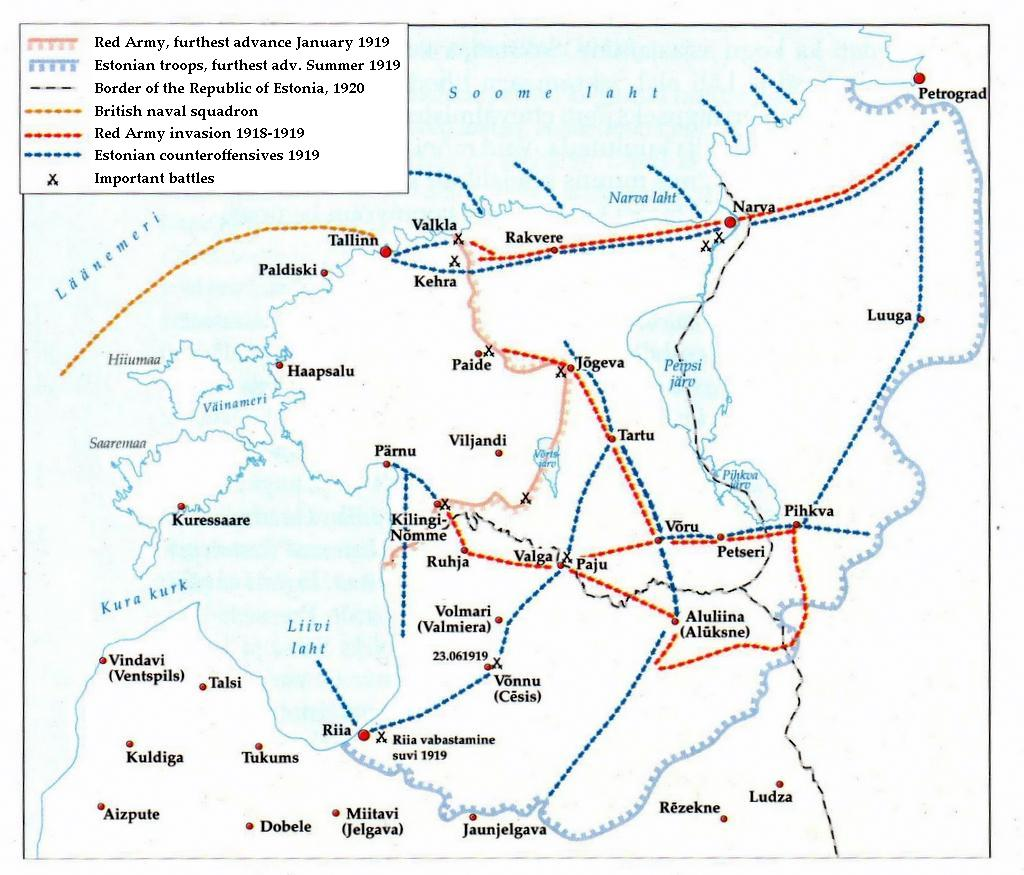
1918–1919年，愛沙尼亞軍與紅軍在愛沙尼亞、拉脫維亞的行動

1918–1919年，紅軍在愛沙尼亞東南部、拉脫維亞、立陶宛、白俄羅斯的行動

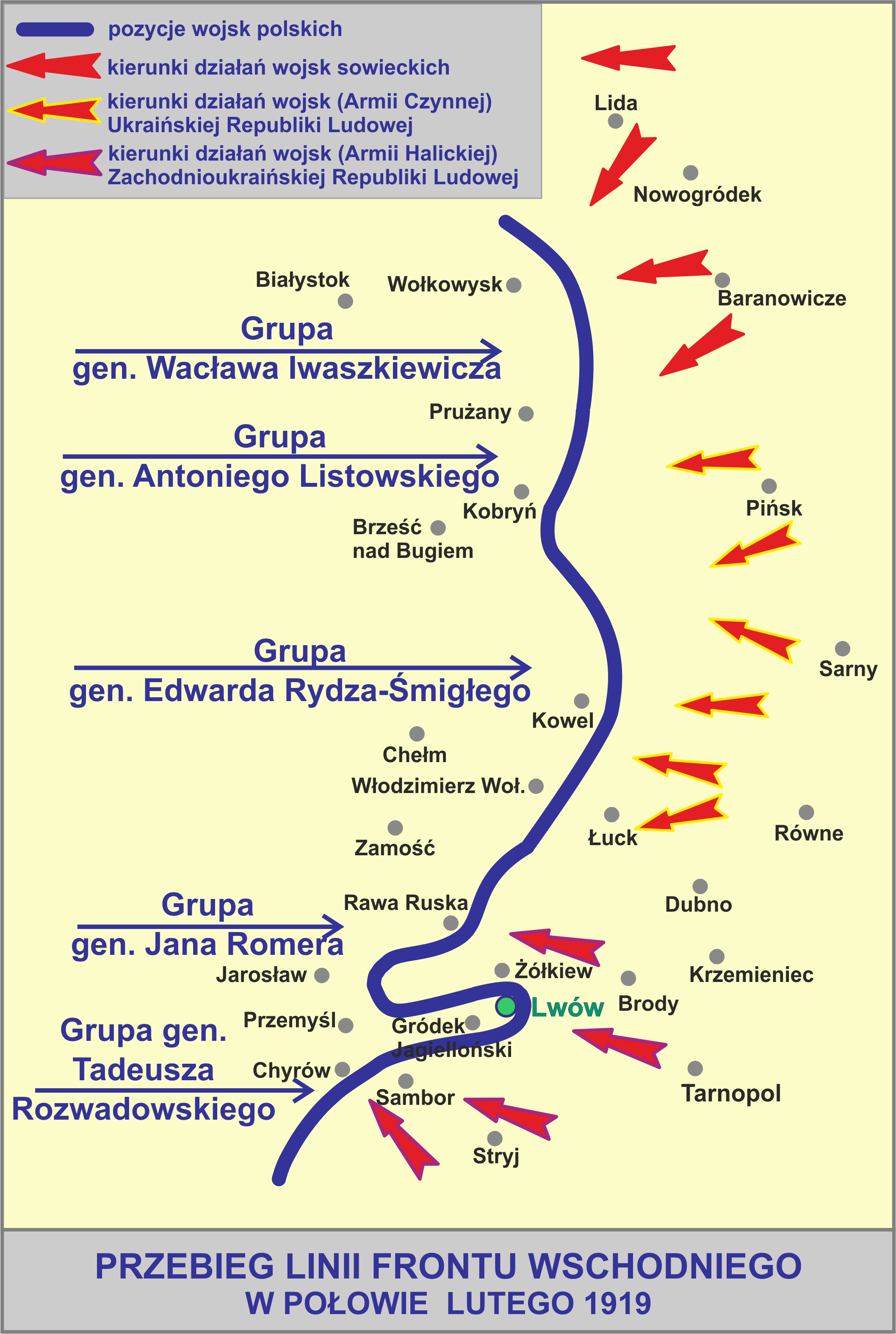
1919年2月的波烏前線以及波俄前線

## 進攻
1918年11月22日，紅軍攻擊由德軍駐防的納爾瓦並於11月28日拿下這座城市。12月17日，紅軍攻下瓦爾加；12月24日，紅軍攻下塔爾圖。但是愛沙尼亞軍在1919年1月2日-5日之間擋下紅軍的進攻。兩天之後，愛沙尼亞軍開始反攻，一些來自芬蘭的志願軍協助愛沙尼亞人作戰而愛沙尼亞軍於1月18日收復納爾瓦，而在1月31日，紅軍撤出瓦爾加。紅軍且暫時撤出愛沙尼亞。
2月16日，紅軍重新展開征服愛沙尼亞的戰鬥，新成立的愛沙尼亞紅軍在3月15日以前拿下了愛沙尼亞東南部不少城市，但愛沙尼亞軍於3月28日反攻並收復佩喬雷。類似的反攻發生在愛沙尼亞軍與拉脫維亞紅軍之間。而在納爾瓦河附近，愛沙尼亞軍也將紅軍擋下。
在波蘭，紅軍於1918年11月17日晚上展開進攻，紅軍很快就開進那些被德軍撤離的地區；1919年1月5日，明斯克在幾乎沒有戰鬥的情況下被紅軍佔領。同時，短命的白俄羅斯人民共和國宣告滅亡。但同時由波蘭人以及白俄羅斯人組成的自衛隊正在白俄羅斯西部形成，他們準備保衛他們的家園。早在1919年初，波蘭軍與紅軍便在維爾紐斯交戰，波軍被迫撤退而紅軍則佔領這座城市。接著波蘭軍隊開始向東派出援軍以支援自衛隊，而俄國也向西線提供增援，這表示波俄雙方的戰鬥將無可避免。
1月12日，俄國布爾什維克政府下令實施「向維斯瓦河進軍」的行動，企圖向中歐、東歐進擊並支援德國革命以及奧匈帝國的革命。然而俄國紅軍似乎並沒有打算實現這個目標，這命令更像是政治宣傳的口號。這個行動比較像是紅軍利用各地的混亂，盡可能的占領更多土地。
最後，波軍與俄國紅軍於2月14日展開別廖扎戰役。紅軍於2月底停止進攻。但是波俄雙方仍然調動大量援軍進駐。4月，紅軍攻下格羅德諾、維爾紐斯，但波軍很快就發動反攻，奪回這兩座城市。

## 戰鬥之後
愛沙尼亞和波軍的戰鬥力超出紅軍的想像。而愛沙尼亞軍於5月25日清除位於韋利卡亞河的紅軍。7月，紅軍於英格里亞展開反攻並重新佔領彼得格勒周圍以及普斯科夫北部，這時由英國、法國、愛沙尼亞支持的白軍向彼得格勒進攻，但是當白軍攻到離彼得格勒只剩16公里時，紅軍擋住白軍的進攻並迫使其退回愛沙尼亞。
另一方面，波軍在4月的反攻促使紅軍再次增援，於是波蘇戰爭開始。

## 延伸閱讀
- Davies, Norman, White Eagle, Red Star: the Polish-Soviet War, 1919-20, Pimlico, 2003, ISBN 0-7126-0694-7. (First edition: St. Martin's Press, Inc., New York,  1972)